# 日本縦断・民謡大全集
『日本縦断・民謡大全集』（にほんじゅうだん・みんようだいぜんしゅう）は、1979年4月6日から1980年9月19日まで東京12チャンネル（現・テレビ東京）で放送されていた民謡専門の音楽番組である。佐川急便の一社提供。

## 概要
前番組『日本民謡決定版』（第1期）の拡大リニューアル版で、東京12チャンネル開局15周年記念番組として放送開始。毎回即席の舞台となる大型トラックが日本各地の祭会場へ出向き、現地の民謡や伝統的な行事などを東京12チャンネルのスタジオと連携しながら紹介していた。
この番組が放送されていた金曜20:00枠はスポンサーの話が先に進んでおり、「運送会社がスポンサーなら、トラックで撮影キャラバン隊を作って全国を回ればいい」というところから番組が企画された経緯がある。実際、舞台用のトラックなど機材の多くは佐川急便から提供を受けていた。
最終回は、1980年9月26日のプロ野球ナイター中継雨天中止時の雨傘番組として組まれていた。同日のナイターは予定通りに行われたため、本番組の最終回は放送されず、前週の9月19日放送分が最後の放送となった。

## 放送時間
いずれも日本標準時。
- 金曜 20:00 - 20:54 （1979年4月6日 - 1980年3月28日）
- 金曜 19:30 - 20:54 （1980年4月25日 - 1980年9月19日） - 同年3月に金曜19:30枠の『科学冒険隊タンサー5』が終了したのに伴い、それから約1か月後に放送枠が拡大。

## 出演者
- 玉置宏 - 司会。
- 金沢明子
- 原田直之
- 浅利みき
- ほか